# Embrassons la mariée
Pour plus de détails, voir Fiche technique et Distribution.
Embrassons la mariée (They All Kissed the Bride) est une comédie américaine réalisée en 1942 par Alexander Hall.

## Fiche technique
- Titre : Embrassons la mariée
- Titre original : They All Kissed the Bride
- Réalisation : Alexander Hall
- Scénario : P. J. Wolfson, Henry Altimus et Andrew Solt d'après une histoire de Andrew Solt et Gina Kaus
- Production : Edward Kaufman
- Studio de production : Columbia Pictures
- Musique : Werner R. Heymann
- Photographie : Joseph Walker
- Montage : Viola Lawrence
- Direction artistique : Lionel Banks et Cary Odell
- Costumes : Irene
- Pays d'origine : États-Unis
- Format : Noir et blanc - 35 mm - 1,37:1 - Son : Mono (Western Electric Mirrophonic Recording)
- Genre : comédie romantique
- Durée : 85 minutes
- Dates de sortie :
  - États-Unis : 11 juin 1942
  - France : 24 septembre 1945

## Distribution
- Joan Crawford : Margaret J. Drew, dite "M. J."
- Melvyn Douglas : Michael Holmes
- Roland Young : Marsh
- Billie Burke : Mrs. Drew, la mère de M.J.
- Allen Jenkins : Johnny Johnson
- Andrew Tombes : Crane
- Ivan F. Simpson : Dr. Cassell
- Mary Treen : Susie Johnson
- Edward Gargan : Le détective privé
- Helen Parrish :  Vivian Drew

Et, parmi les acteurs non crédités :
- Ann Doran : Helene, la servante des Drew
- Gordon Jones : Un chauffeur de taxi
- Douglas Wood : Hoover